# 조관행
조관행(趙寬行 1956년 ~ )은 대한민국의 사법연수원 12기(사법시험 22회)를 수료한 변호사이다.

## 경력
- 서울지방법원 부장판사
- 2002년 4월 1일 언론중재위원회 서울지역 중재부 중재위원
- 서울고등법원 부장판사

## 주요 판결
- 1999년 첫 소송이 제기돼 5년째 진행중인 `담배소송'의 재판부가 피고측인 ㈜KT&G에 담배관련 연구문서 464개에 대한 문서제출 명령을 내렸다.[1]

## 사건
2002년 3월부터 2005년 4월까지 김홍수로부터 양평 TPC골프장 사업권을 놓고 썬앤문그룹과 시내산 개발이 벌인 민사소송에 개입하는 등 5~6건의 민.형사 소송 사건과 관련해 브로커 김씨 등으로부터 청탁과 함께 1000만원 상당의 이탈리아산 수입가구, 이란산 카페트 2장(각 3000만원 상당) 및 현금 5000만원 등 억대의 금품을 수수한 민사, 형사, 행정 사건 담당 재판부에 대한 청탁 등의 명목으로 수수하여 특정범죄 가중처벌에 관한 법률 위반(알선수재)으로 구속영장 청구된지 16일 만인 2006년 8월 23일 구속기소(구속은 8월 8일)되었다. 함께 구속되었던 민오기 전 총경과 김영광 전 검사는 이미 8월 17일에 구속되었다.
서울중앙지법 형사합의 ２６부는 법조브로커로부터 청탁과 함께 금품을 받은 혐의의 조관행에 대하여 "법관으로 성실하게 근무해 왔고 이미 이 사건으로 인해 개인의 모든 명예가 실추된 점을 감안해도 고위 법관으로서 청탁의 대가로 금품을 받은 점은죄질이 나쁘다"는 이유로 징역 １년에 추징금 ５００만원 그리고 １０００만원 상당의 가구를 몰수할 것을 선고했다.
법조브로커 김홍수씨로부터 금품을 받은 혐의로 구속기소된 조관행 전 고등법원부장판사 때문에 관행처럼 해오던 판사가 가까운 친인척 등 아는 사람의 사건을 맡은 담당 판사에게 ‘잘 부탁한다’는 청탁을 하는 법조계의 은어로 변호사가 하는 ‘사선변호’에 빗대서 나온‘관선변호’가 법원 내에서 사라지게 된 것을 두고 법원 내에서 ‘조관행 원칙’이라는 신조어가 생겨나기도 했고 조관행 판사가 서울중앙지법 부장판사로 재직한 2003년 조관행으로부터 '매매대금 등 청구사건' 판결을 받은 박모씨(54)는 조관행이 구속되자 검찰에 조씨의 판결에 문제가 없는지 여부를 밝혀달라는 내용의 진정을 냈다.